# 黃耳鼎
黃耳鼎（16世紀—1645年），字以實，號澹巖，湖廣黃州府蘄水縣人，明朝、南明政治人物。

## 生平
黃耳鼎自幼好學，崇禎九年（1636年）前往順天府應試時看到有老人哭泣，一問之下才知道老人含冤賣女，他花了三日協助對方，本來趕不上試期，但剛巧市場火災改期再試，便在當年中丙子科湖廣鄉試第三十三名舉人，次年（1637年）聯捷丁丑科會試第三名，廷試二甲第二名進士。他獲授中書舍人，秩滿召對稱旨，陞為廣西道監察御史，彈劾不避權貴；崇禎末年獲派巡按陝西，卻正值李自成攻陷當地未赴，弘光帝繼位，改為巡按上下江，不久去世。

## 家族
曾祖黄思学，祖父黄典，父黄一选。

## 引用
1. 1 2  光緒《蘄水縣志·卷十·人物志》：黃耳鼎，字澹巖，崇禎丁丑進士。幼好學，丙子應順天試，道逢老人哀泣，問之乃以冤鬻女，耳鼎紆途三日傾襄助之；贖女歸後試期弗顧，會棘闈火，改期再試，遂登順天賢書。丁丑聯捷南宮第三，授中書，秩滿召對稱旨，擢廣西道御史，彈劾不避權貴；巡按陝西，值闖賊破都城，耳鼎赴江南卒。
2. ↑  《崇祯十年丁丑科进士三代履历》：黄耳鼎，曾祖思学，祖典，父一选。澹岩，易一房，丁未九月二十一日生，蕲水县人，丙子三十三名，会三名，二甲二名，工部观政，本年六月授中书，壬午順天同考，壬午考选广西道御史，癸未巡按陕西，甲申五月徽宁撫民，甲申升江西参议、南瑞道，兼领广西道，乙酉上下巡江。
3. ↑  錢海岳《南明史·卷一百十七·列傳第九十三》：（弘光）時（與張捷）以中旨起者：黃耳鼎、陸朗、袁本盈。耳鼎，字以實，蘄水人。崇禎十年進士。授中書舍人，累遷廣西道御史。崇禎末，命巡按陝西。未赴，安宗立，巡上、下江。